# Flughafen Budapest Liszt Ferenc

i7
i11
i13
Der Flughafen Budapest Liszt Ferenc (ungarisch Budapest Liszt Ferenc Nemzetközi Repülőtér, IATA-Code: BUD, ICAO-Code: LHBP), umgangssprachlich „Flughafen Ferihegy“, ist der internationale Verkehrsflughafen der ungarischen Hauptstadt Budapest. Der seit 2011 nach dem Komponisten Franz Liszt (ungarisch Liszt Ferenc) umbenannte Flughafen verfügt über drei Terminals und fertigt im Jahr über 17 Millionen Passagiere ab. Er dient als Basis für die Billigfluggesellschaften Ryanair und Wizz Air und war auch der Heimatflughafen der staatlichen Fluggesellschaft Malév bis zu deren Insolvenz, sowie der ehemaligen privaten Fluggesellschaft SkyEurope Hungary Kft. (Ableger der slowakischen Billigfluggesellschaft SkyEurope Airlines).

## Lage und Verkehrsanbindung
Der Flughafen liegt im Osten der Stadt im XVIII. Bezirk (Pestszentlőrinc-Pestszentimre).
Die Schnellbuslinie 200E verbindet die Terminals 2A/2B mit der U-Bahn-Endstation Kőbánya-Kispest der Linie M3 und dem Regionalbahnhof Kőbánya-Kispest.

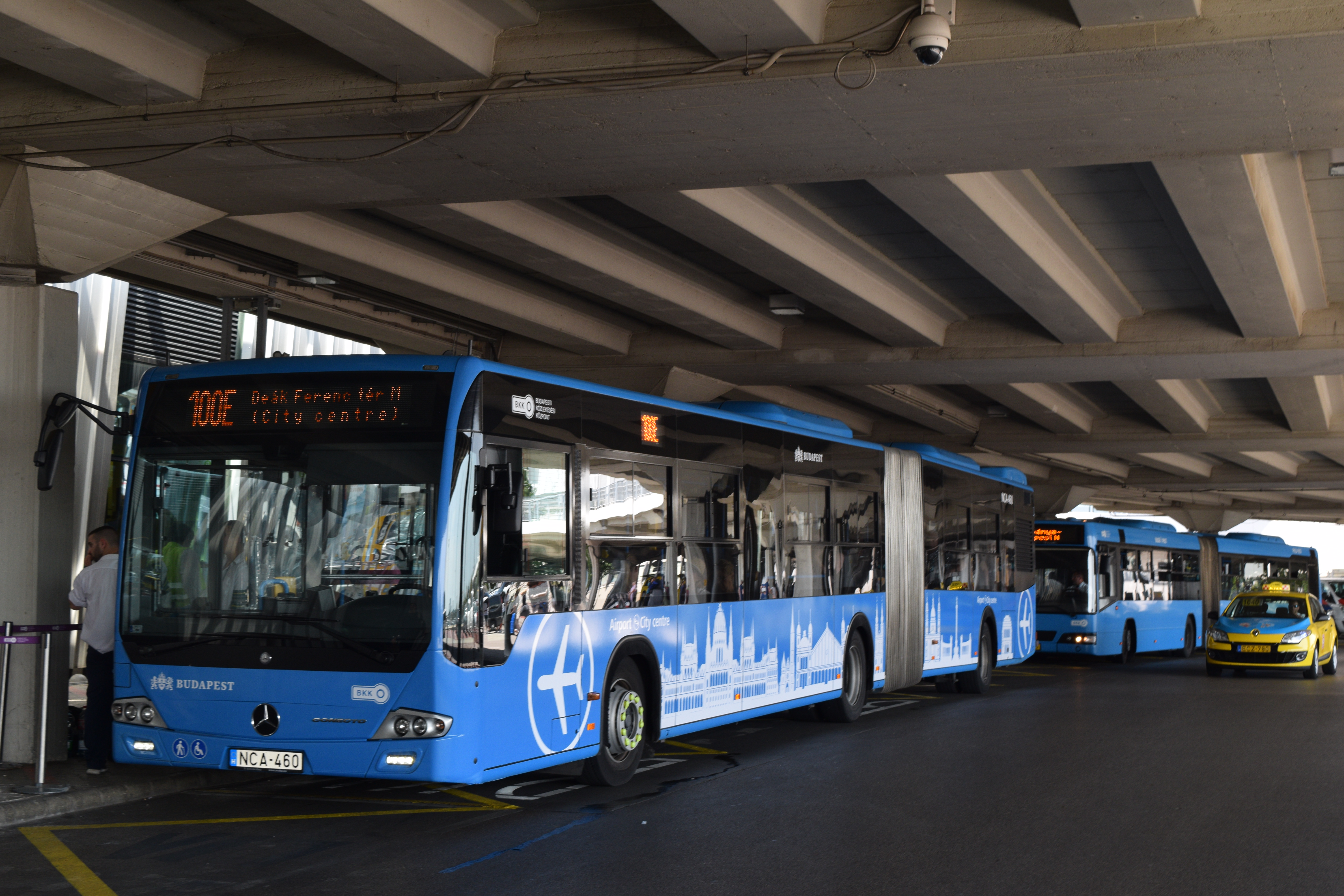
Buslinie 100E

Seit 2017 gibt es außerdem die Linie 100E, welche vom Deák Ferenc tér in der Innenstadt zum Flughafen führt. Diese ist zuschlagspflichtig und kann nicht mit einer normalen Fahrkarte für den Stadtverkehr genutzt werden.
Mit dem am 16. Juli 2007 in Betrieb genommenen Haltepunkt Ferihegy am geschlossenen Terminal 1 gibt es Bahnanbindung über die Bahnstrecke Budapest–Szolnok zum Westbahnhof (Nyugati pályaudvar). Die Züge verkehren meist im Halbstundentakt zwischen 3 Uhr und 24 Uhr bei 22 bis 25 Minuten Fahrzeit. Von dieser Bahnstrecke führt zudem ein Anschlussgleis zum Flughafengelände.
Neben mehreren Taxiunternehmen, von denen vertraglich seit dem 12. Dezember 2010 nur das Főtaxi die Taxiplätze am Flughafen nutzen darf, fahren auch Minibusse (Sammeltaxis mit Festpreisen für eine einfache oder Hin- und Rückfahrt) vom Flughafen in die Innenstadt von Budapest.

## Geschichte

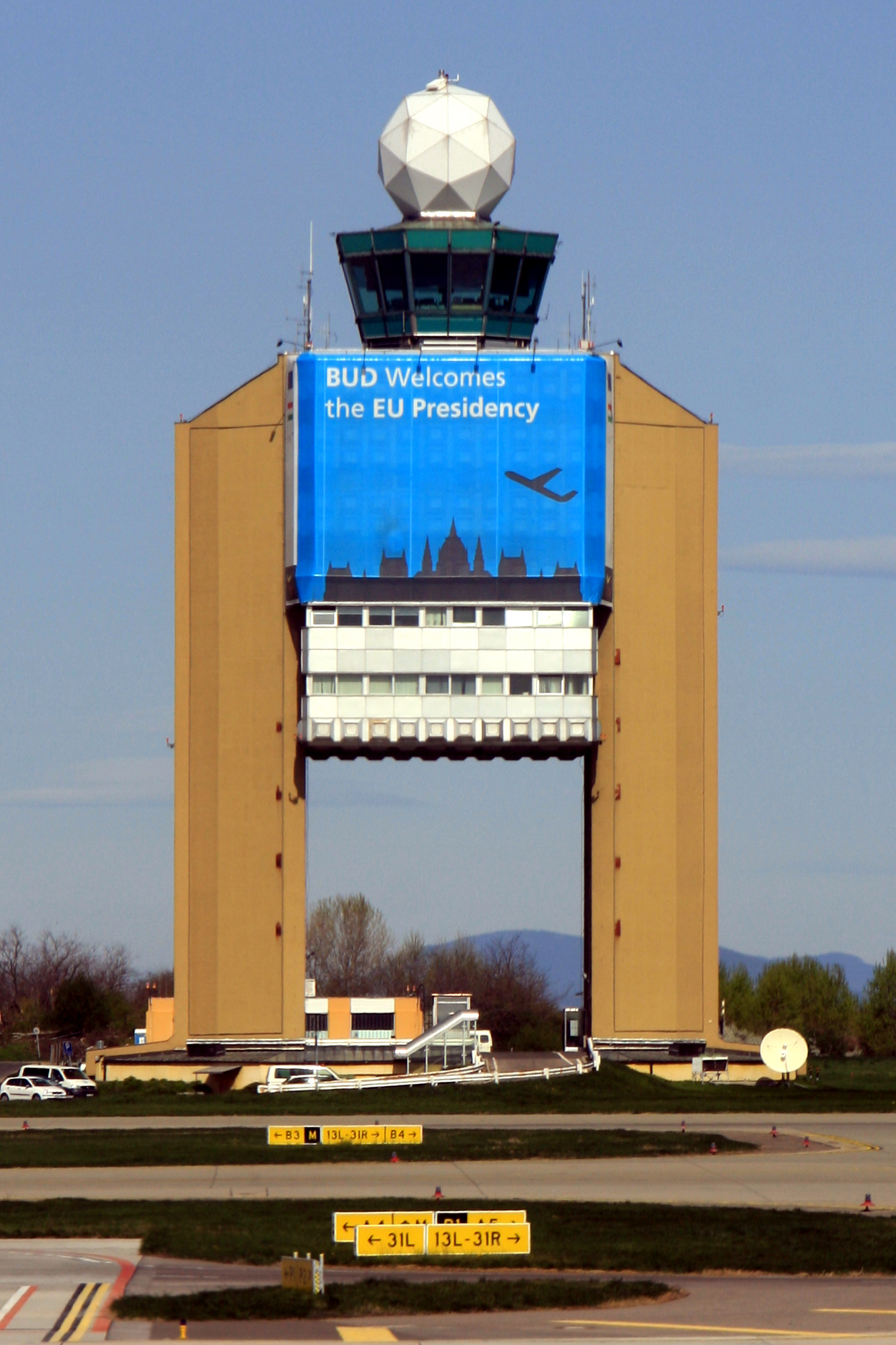
Tower

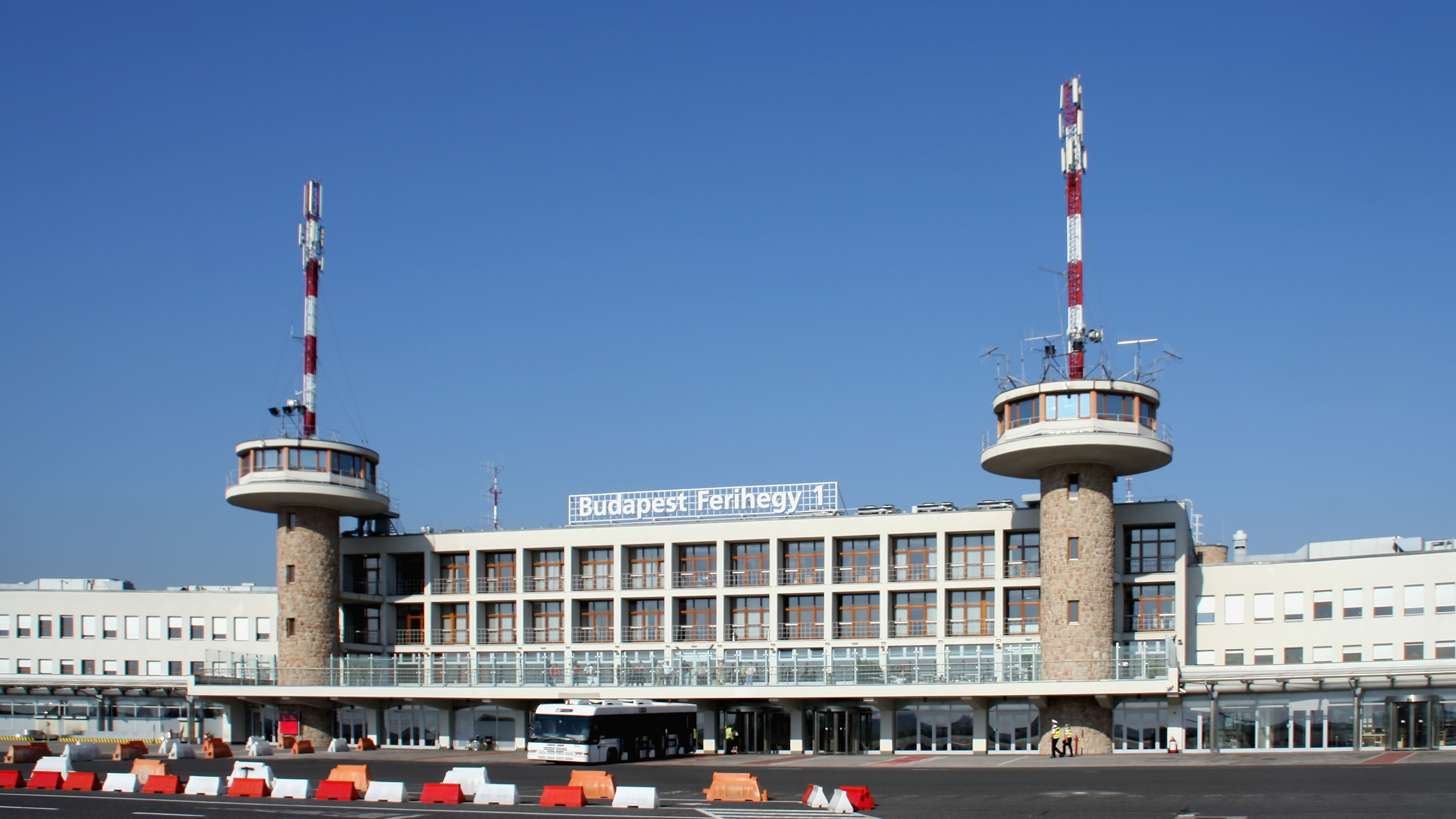
Außenansicht von Terminal 1

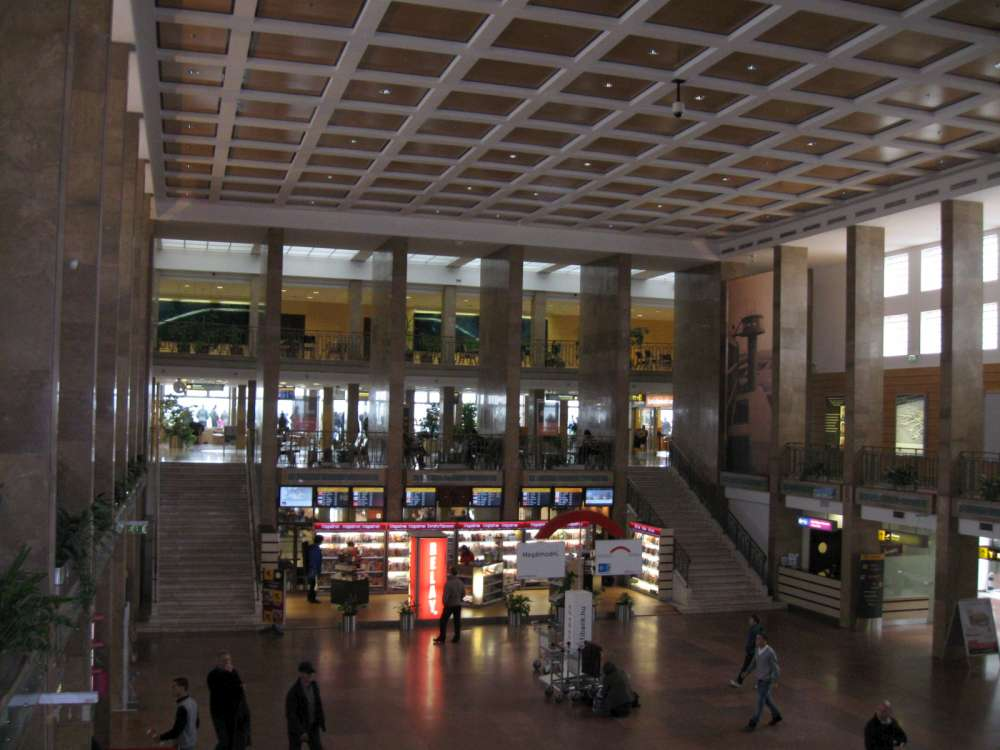
Innenansicht von Terminal 1

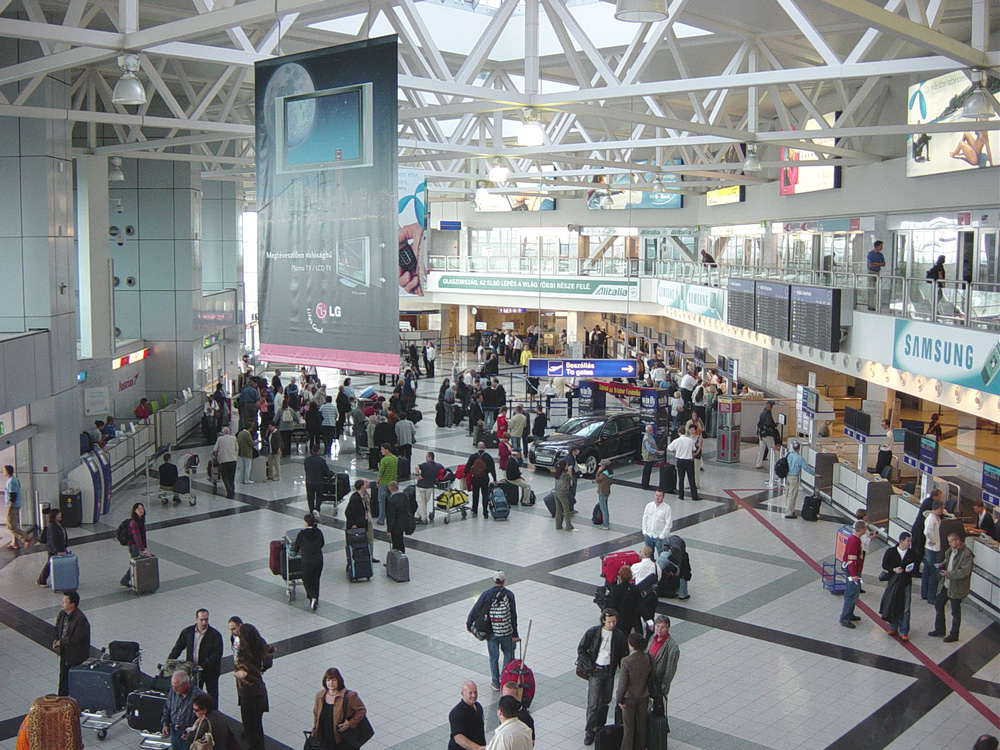
Innenansicht von Terminal 2B

### Eröffnung und erste Jahre
Bis 1939 lief der gesamte Flugverkehr von und nach Budapest über den Flughafen Budaörs, welcher aber zunehmend an seine Grenzen stieß. So entschied man sich im September 1939 für den Bau eines neuen Flughafens. Die Ausschreibung zum Bau des Flughafens Ferihegy gewann der Ungar Károly Dávid d. J. mit seinem Entwurf eines Flughafenkomplexes in Form eines Flugzeuges. In Károlys Vorstellung sollte die Abflugs- und Ankunftshalle den Rumpf des Flugzeuges darstellen. Mehrgeschossige Gebäude vor dem Rollfeld stellten die Flügel dar. An der Gebäudefront, die auf das Rollfeld ausgerichtet war, plante Károly eine Aussichtsterrasse und zwei Kontrolltürme. Dies sollte die Motoren des Flugzeuges darstellen. Vom Architektonischen her war der Flughafen damit zu seiner Zeit einer der modernsten Europas.

### Nach 1945
Auch der Flughafen Ferihegy trug schwere Schäden aus dem Zweiten Weltkrieg davon und konnte deshalb erst wieder am 7. Mai 1950 eröffnet werden. Gebaut wurde der Flughafen ursprünglich für die Mavszovlet (ungarisch: Magyar-Szovjet Polgári Légiforgalmi Részvénytársaság, Ungarisch-Sowjetische Flugverkehrsaktiengesellschaft), welche die Rechtsvorgängerin der späteren Malév war. Malév war auch die Fluggesellschaft, welche die erste regelmäßige Fluglinie nach Westeuropa (Budapest-Wien) anbot.

### 1980–1989
Da der Flughafen Ferihegy Mitte der 1980er-Jahre langsam an seine Kapazitätsgrenzen zu stoßen begann, wurde ein zweites und drittes Terminal geplant. 1985 waren die Bauarbeiten am Terminal 2 abgeschlossen. In den Planungen für Terminal 2 wurde großer Wert darauf gelegt, der staatlichen Malév einen gebührenden Platz auf dem neu gestalteten Gelände einzuräumen. So war das Terminal 2A ausschließlich für Malév reserviert. Nach dem Umzug der Fluggesellschaften in das neue Terminal 2 begann langsam die Bedeutung des Terminals 1 zu schwinden und es wurde nur noch von Frachtmaschinen, Kleinflugzeugen und Sonderflugzeugen der ungarischen Regierung genutzt.

### Nach 1989
Da das Flugverkehrsaufkommen nach dem Ende des Kalten Krieges von und nach Budapest stark zurückging, wurden große Teile des Flughafens als Büroflächen genutzt. Dies änderte sich langsam ab 2003, als die ersten Billigfluggesellschaften (Low-Cost-Carrier) in den Markt der Fluggesellschaften eintraten. Wizz Air, Germanwings, Norwegian, easyJet und Jet2.com flogen damals Terminal 1 an. Da abzusehen war, dass das ansteigende Passagieraufkommen die Grenzen des Terminals 2 mit der Zeit sprengen werde, entschied man sich, das Terminal 1 zu reaktivieren und zu renovieren. 2004 begannen schließlich die ersten Arbeiten unter Führung der Budapest Airport GmbH. Da das Terminal allerdings zu diesem Zeitpunkt bereits unter Denkmalschutz stand, konnten kaum Veränderungen am Gebäude durchgeführt werden, die den Fluggästen den heutzutage erwünschten Service und Komfort bieten. So gibt es weder einen Transit für umsteigende Fluggäste noch Business- und VIP-Warteräume. Auch das Gepäck wird nicht wirklich effizient transportiert. Dies alles führte dazu, dass sich nach den Umbauarbeiten nur Billigfluggesellschaften für die Benutzung des Terminals interessierten.

### Privatisierung
Nachdem sich die ungarische Regierung dafür entschieden hatte, den Budapester Flughafen zu privatisieren, ging dieser 2005 an die meistbietende British Airports Authority, die für knapp über 1,8 Mrd. Euro 75 % der Anteile, abzüglich einer Aktie, am Flughafen von Ungarn übernahm. Am Bieterwettstreit nahmen unter anderen auch die deutsche Fraport und Hochtief AirPort teil. Da der Kaufpreis fast das 30fache des Gewinns vor Zinsen, Steuern und Abschreibungen des Flughafens darstellte, wurde der Kauf durch die BAA von Analytikern sehr kritisch gesehen. BAA begründete ihren Schritt mit der Überlegung, dass der Flughafen ein sehr hohes Wachstumspotential (von bis zu 20 Prozent) aufweise und noch nicht alle freien Kapazitäten ausgeschöpft seien. Des Weiteren sieht man einen Vorteil darin, dass die Regulatoren in Ungarn weniger streng sind als in westlichen Ländern.
Auf die Übernahme der BAA durch die spanische Ferrovial im Juni 2006 folgt im Mai 2007 die Veräußerung deren Anteile für 1,9 Mrd. Euro an ein Konsortium aus Hochtief AirPort, der kanadischen Caisse de dépôt et placement du Québec (CDPQ), der GIC Special Investment aus Singapur, Aero Investment (zu Goldman Sachs gehörend) und der KfW IPEX-Bank. Damit gehörte der Flughafen zu 37,25 % Hochtief AirPort, jeweils zu 13,625 % GIC Special Investment und CDPQ, zu 7,5 % Aero Investment, zu 3,0 % KfW IPEX-Bank und zu 25,0 % (plus einer Stimme) dem ungarischen Staat.
Nach Investitionen mit einer Summe von über 200 Millionen Euro wurde der Flughafen Ende März 2011 nach dem Komponisten Franz Liszt in Budapest Liszt Ferenc Nemzetközi Repülőtér (deutsch: Internationaler Flughafen Budapest „Franz Liszt“) umbenannt. Er verfügt seitdem auch über den sogenannten Skycourt mit einer neuen zentralen Wartehalle mit Geschäften und Restaurants zwischen den Terminals 2A und 2B. Ferner gibt es neue Büros, eine neue Postverteilung und ein modernisiertes Gepäckbeförderungssystem.
2011 übernahm Hochtief den Regierungsanteil am Airport und hielt danach 49,6 %, trennte sich allerdings 2013 komplett von seinem Anteil.
Am 3. Februar 2012 stellte die staatliche Fluggesellschaft Malév den Betrieb ein. Noch am gleichen Tag gab Ryanair bekannt, dass sie aufgrund dessen den Flughafen Budapest zu ihrer 51. Basis machen wolle.

### Verstaatlichung
Bis Juni 2024 gehörte die Betreibergesellschaft Budapest Airport Zrt. zu 55,44 % AviAlliance, 23,33 % Malton Investment Pte Ltd., und zu 21,23 % der Caisse de dépôt et placement du Québec. Am 6. Juni 2024 wurde bekanntgegeben, dass der ungarische Staat 80 Prozent der Anteile an der Betreibergesellschaft des Flughafens Budapest übernommen hat, während der französische Infrastruktur-Konzern Vinci die restlichen 20 Prozent erwarb. Der Kaufpreis betrug 3,1 Milliarden Euro.
Von 2006 bis 2013 lag die jährliche Frequenz zwischen 8 und 9 Millionen Passagieren, 2014 überstieg sie knapp 9 Millionen und im Jahr 2015 erreichte sie über 10 Millionen Passagiere.

## Infrastruktur
Der Flughafen verfügt über die Terminals 1, 2A und 2B. Die Terminals 2A und 2B werden durch das Skycourt miteinander verbunden. Zu Terminal 1 gehört außerdem ein separates kleines Abfertigungsterminal für die Allgemeinluftfahrt (General Aviation). Derzeit laufen Planungen zum Bau eines neuen Frachtterminals. Terminal 1 verfügt über einen nahegelegenen Eisenbahnhaltepunkt, die Terminals 2A und 2B über einen gemeinsamen Busbahnhof. In unmittelbarer Nähe des Flughafens befindet sich der Airport Business Park, mit Lagerhallen, Büros und Gewerbeflächen. Des Weiteren befindet sich zwischen dem alten Terminal 1 und den neueren Terminals 2A und 2B gelegen ein Luftfahrtmuseum.
Seit dem 30. März 2008 ist das Schengener Abkommen auch für Passagiere an allen ungarischen Flughäfen in Kraft und führte zu einigen Umbauten und neuen organisatorischen Maßnahmen innerhalb der Terminalgebäude.

### Terminal 1
Das 1950 eröffnete Terminal 1 steht unter Denkmalschutz und wurde im Jahre 2005 vollständig saniert, teilweise umgebaut, innen neu gestaltet, und zu einem späteren Zeitpunkt mit einem Bahnhof ausgestattet. Im Jahr 2007 wurde unweit des Terminals der Haltepunkt Ferihegy an der Bahnstrecke Budapest–Szolnok eröffnet, der von Nah- und Fernverkehrszügen bedient wird. Terminal 1 ist von Terminals 2A/2B aus nicht zu Fuß erreichbar, sondern liegt etwa sieben Kilometer entfernt, in Richtung Budapest. Aus der Luft betrachtet hat es die Form eines Flugzeugs.
Seit Abschluss der Bauarbeiten im September 2005 diente Terminal 1 hauptsächlich zur Abfertigung von Billigfluggesellschaften wie z. B. Norwegian Air Shuttle, Skyeurope, easyJet und Wizz Air. Eine Glaswand trennt Reisende von und in Staaten des Schengener Abkommens von Reisenden außerhalb der Schengenzone. Neben Verkaufsflächen und mehrerer Cafés verfügte das Terminal 1 auch über ein Restaurant mit für die Öffentlichkeit frei zugänglicher Besucherterrasse. Des Weiteren befinden sich in unmittelbarer Nähe verschiedene Flughafenbüros und die ungarische Luftfahrtbehörde.
Nach der Insolvenz der staatlichen ungarischen Fluggesellschaft Malév und der dadurch frei gewordenen Kapazitäten wurde die gesamte Abfertigung von Passagierflügen in die Terminals 2A und 2B verlegt. Terminal 1 ist seit Mai 2012 nunmehr geschlossen.

### Terminal 2A
Das im November 1985 eröffnete Terminal wurde seinerzeit exklusiv für die staatseigene Fluggesellschaft Malév errichtet und hieß ursprünglich lediglich Terminal 2; nach der Eröffnung eines weiteren Terminalgebäudes nebenan heißt es seit 1998 Terminal 2A. Von hier aus operieren sämtliche Skyteam- und Star Alliance Flüge sowie fast alle Flüge von und nach Staaten des Schengener Abkommens.

### Terminal 2B
Terminal 2B wurde im Dezember 1998 eröffnet und liegt neben dem etwas älteren und äußerlich ähnlichen Terminal 2A (ehemals Terminal 2). Terminal 2B dient der Abfertigung sämtlicher Flüge der oneworld Alliance, der meisten Flüge von und nach Destinationen außerhalb des Schengener Abkommens, sowie (seit Schließung des Terminal 1) aller Billigfluggesellschaften.
Januar 2017 wurde mit dem Bau eines neuen Piers für das Terminal 2B begonnen. Der Anbau soll 27 Gates mit zehn Fluggastbrücken beinhalten, von welchen drei auch Großraumflugzeuge bedienen können. Der Bau soll im Frühjahr 2018 fertiggestellt werden.

### SkyCourt
Seit März 2011 verbindet eine neue Halle, die sogenannte SkyCourt, die beiden Terminals 2A und 2B. Die Kapazität des Flughafens für Passagiere wurde dadurch stark vergrößert. Passagiere gelangen seither nach Passieren der Sicherheitskontrolle in diesen zentralen Bereich, wo sich auf mehreren Ebenen Cafés, Restaurants, Verkaufsflächen, Lounges und Sitzgelegenheiten befinden. Von dieser Halle aus führen Gänge zu den Boarding Gates A1 bis A19 sowie B1 bis B19. Die Gates A 14-19 sind für die Billigfluggesellschaften reserviert, bei denen man zum Flugzeug gehen muss.

### Cargo City
Im November 2019 wurde die Cargo City eröffnet, erster Spatenstich war am 21. September 2018. Mit der Cargo City baut das ungarische Drehkreuz seine Abfertigungskapazitäten aus, um seine Rolle als führendes Gateway in der Region Mittelosteuropa zu stärken. Der Bau ist Teil des 160 Mio. Euro teuren BUD:2020 Entwicklungsprogramms am ungarischen Hub.
Diese erste Phase des Projekts umfasst rund 20.000 m² Lager-, Büro- und Versorgungsfläche sowie zwei Boeing 747-800F-Frachterplätze mit Bugladefläche. Hierfür wurde ein Investitionsvolumen von 32,6 Mio. Euro veranschlagt. Die Umschlagsanlage soll den Frachtbetrieb zentralisieren und die Abfertigungskapazität des Flughafens erweitern, um das steigende Luftfrachtaufkommen des Airports in den kommenden Jahren bewältigen zu können. Im Rahmen des Entwicklungsprogramms BUD:2020 hat der Flughafen Budapest 2017 zwei Expressanlagen mit 16.000 m² eröffnet, um steigende Volumina aus dem Express- und E-Commerce-Geschäft zu beliefern.

## Zwischenfälle
- Am 6. August 1961 stürzte eine Douglas TS-62 (C-47/DC-3) der  der ungarischen Malév (Luftfahrzeugkennzeichen HA-TSA), mit der ein Rundflug über Budapest durchgeführt wurde, nach einem Kontrollverlust auf ein Wohnhaus, wobei alle 27 Insassen und drei Personen am Boden getötet wurden. Es wurde festgestellt, dass die Piloten gegen Betriebsvorschriften verstoßen hatten, indem sie Dritten Zugang zum Cockpit gewährten und verbotene Kunstflugmanöver flogen (siehe auch Flugunfall in Budapest 1961).

- Am 15. Januar 1975 wurde eine auf einem Positionierungsflug vom Flughafen Berlin-Schönefeld zum Flughafen Budapest befindliche Iljuschin Il-18W der ungarischen Malév (HA-MOH) bei einem versuchten Durchstarten 1.360 Meter hinter der Landebahn des Flughafens Budapest ins Gelände geflogen, wobei alle an Bord befindlichen neun Personen starben. Es wurde vermutet, dass der Flugkapitän bei dichtem Nebel die Landebahnbefeuerung mit der Beleuchtung des Vorfeldes verwechselt hatte (siehe auch Malév-Flug 801A).

## Verkehrszahlen
| Jahr | Fluggastaufkommen | Luftfracht (Tonnen) | Flugbewegungen |
| ---- | ----------------- | ------------------- | -------------- |
| 2024 | 17.574.413        | 299.642             | 126.602        |
| 2023 | 14.701.080        | 201.306             | 108.068        |
| 2022 | 12.205.070        | 194.000             | 98.629         |
| 2021 | 4.622.882         | 183.363             | 55.197         |
| 2020 | 3.859.379         | 134.459             | 48.196         |
| 2019 | 16.173.489        | 135.521             | 122.814        |
| 2018 | 14.867.491        | 146.113             | 115.028        |
| 2017 | 13.097.239        | 127.145             | 102.747        |
| 2016 | 11.441.999        | 112.142             | 96.141         |
| 2015 | 10.298.963        | 91.422              | 92.294         |
| 2014 | 9.155.961         | 89.987              | 86.682         |
| 2013 | 8.520.880         | 92.112              | 83.830         |
| 2012 | 8.504.020         | 93.123              | 87.560         |
| 2011 | 8.920.653         | 106.595             | 109.949        |
| 2010 | 8.190.089         | 82.638              | 105.507        |
| 2009 | 8.095.367         | 62.870              | 109.811        |
| 2008 | 8.443.053         | 73.155              | 117.876        |
| 2007 | 8.597.137         | 85.567              | 124.298        |
| 2006 | 8.266.677         | 88.189              | 126.947        |
| 2005 | 7.932.765         | 73.033              | 126.359        |
| 2004 | 6.392.807         | 79.273              | 111.753        |
| 2003 | 5.022.538         | 65.884              | 88.471         |
| 2002 | 4.482.695         | 46.477              | 77.941         |
| 2001 | 4.594.875         | 45.212              | 81.166         |